# Sminthurides aquatica
Sminthurides aquatica är en urinsektsart som först beskrevs av Bourlet 1843.  Sminthurides aquatica ingår i släktet Sminthurides och familjen Sminthurididae.
Exemplaren har en grön grundfärg med violetta mönster. Hannar har mellan antennerna ett organ som kan gripa. Sminthurides aquatica hittas vanligen på små vattenansamlingar med andmat. Under parningsleken griper hannen honans antenner med gripverktyget. Honan bär sedan hannen en tid med sig.

## Underarter
Arten delas in i följande underarter:
- S. a. aquatica
- S. a. levanderi